# Língua tumbuka
A língua tumbuka é uma língua bantu falada por cerca de dois milhões de pessoas  em Maláui, Zâmbia e Tanzânia. É a língua do povo tumbuka, chamada chitumbuka, sendo que o 'chi' indica “lingua” (como 'ki' em kiSwahili ou 'se' em seTswana).

## Geografia
Em Maláui são 940,000 falantes de tumbuka, sendo a língua nacional do país. Incluindo Zâmbia (395,000 falantes) e os poucos da Tanzânia são cerca de 1.350.000 falantes (dados de 2001 Johnstone e Mandryk).
Ficam nas províncias do norte, nas margens ocidentais do Lago Maláui, ao sul dos povos Ngonde, ao norte dos tonga e nguni. Em Zâmbia os falantes são 34 mil dentre os senga e 1800 entre os yombe, nas províncias do leste e nordeste.
Já há uma Bíblia em tumbuka, escrita por missionários entre 1957–1980. Em setembro de 2015 as Testemunhas de Jeová lançaram neste idioma uma versão da Bíblia totalmente nova, baseada nos melhores manuscritos hebraico-aramaicos e gregos chamada Malemba Ghakupatulika Mu Mang'Anamuliro Gha Charu Chiphya (Tradução do Novo Mundo das Escrituras Sagradas). Esta pode ser baixada no formato pdf através do link http://www.jw.org/download/?fileformat=PDF&output=html&pub=nwt&option=TRGCHlZRQVNYVrXF ou lida online no site http://www.jw.org/tum/
Não há uma forma ortográfica padrão. Os falantes se dividem entre animistas e cristãos.

## Dialetos
Há dois tipos básicos de tumbuka, aquele falado nas areas urbanas (com palavras vindas de nianja) e aquele dito das vilas ou profundo. A variante rumphi é considerada aquela mais pura lingüisticamente, sendo também chamada umbuka real.
O daleto senga de Maláui difere entre os distritos Nsenga e Petauke. Kandawire e Fulirwa são clãs, não dialetos como já se pensou.
Os dialetos são chitumbuka, chikamanga (kamanga, henga), nenya, poka (chipoka, phoka), yombe, senga, nthali, nungwe, wenya, hewe (hewa).
As pessoas da etnia Nguni falam tumbuka ou chewa, kandawire, nenya, fililwa (filirwa), nthali.

## Outros nomes
Tumbuka é também conhecida como tumboka, chitumbuka, tamboka, tambuka, timbuka, tombucas ou tew

## Amostra de palavras

### Saudações
- Mwawuka uli ? =  Bom dia (como você acordou?)
- Tawuka makola.  Kwali imwe? =  Bom dia (de manhã), como vai você? (Eu acordei bem, não sei sobre você).
- Tawuka makola = Eu estou bem (Eu acordei bem)
- muli uli ? = Como vai você?
- nili makola. Kwali imwe? = Estou bem, e você, como vai?
- mwatandala uli?  = Boa tarde (Como você passou o dia?)
- natandala makola.  Kwali imwe? = Boa tarde, como vai você (Eu passei bem o dia, não sei sobre você)
- mwangele, mwangelenumwe, monile ? = outras saudações próprias
- Yendani makola. = Viaje bem!.

### Termos básicos
Observar: o plural começa com “Ba” e o singular com “me”
- Ba nyamata = meninos
- mu nyamata = menino
- Ba sungwana = meninas
- mu sungwana = menina
- ba mwali = meninas moças

### Parentescos
- ba mama = mãe (Aqui “bá” vai no singular)
- ba dada = pai (aqui também)
- ba gogo = avó
- ba sekulu = avô
- ba nkazi = tia por parte de pai
- ba mama ba choko / kulu = tia por parte de mãe, geralmente a mais velha ou a mais jovem.
- ba sibweni = tio por parte de mãe.
- ba dada ba choko/kulu = tio por parte de pai, geralmente o mais velho ou o mais jovem.
- mu dumbu wane = meu irmão ou irmã (ao se dirigir ao próprio, do sexo oposto)
- mu choko wane = meu irmão ou irmã (ao se dirigir ao próprio, do mesmo sexo)

### Outros termos
- Enya    =  Sim
- Yayi    =  Não
- Yewo    =  Grato
- nkumba chakurya! = Eu quero algo para comer!
- munga nipako chakurya? = Você poderia me dar algo para comer?
- Ine nkhuyowoya chiTumbuka yayi! = Eu não falo tumbuka!

### Verbos
Todos inciam em “ku”
- Kusebela = brivar
- Kuseka = dar risada
- Kurya = comer
- Kugona = dormir
- Kwenda = caminhar
- Kuchimbila = correr
- Kulemba = escrever
- Kuchapa = lavar roupa
- Kugeza = dar banho
- Kupika = cozinhar
- Kulima = cavar ou cultivar
- Kupanda = plantar
- Kuvina = dançar
- Kwimba = cantar

### Animais
- Fulu = tartaruga
- Kalulu = lebre
- Chimbwi = hiena
- njoka = serpente
- nkhumba = porco
- n'gombe = vaca
- nchebe = cão
- chona/pusi = gato
- mbelele = ovelha
- nkalamu = leão
- mbuzi = cabra